# Wildburg (Sargenroth)
Die Wildburg ist die Ruine einer mittelalterlichen Höhenburg auf der Wildburghöhe im Soonwald, bei Sargenroth im Rhein-Hunsrück-Kreis in Rheinland-Pfalz (Deutschland).

## Geschichte
Bei der Burg handelt es sich vermutlich um eine Reichsburg, die zum Schutz und zur Verwaltung der Reichsgebiete der Umgebung angelegt wurde. Sie war mit Reichsministerialen besetzt, die zunehmend mehr Eigenständigkeit erlangten. Vor allem die Herren von Wiltburg spielten eine große Rolle und hatten im 13. bis 15. Jahrhundert ihren Stammsitz auf der Burg. Bereits 1286 treten mehrere Besitzer  in Urkunden auf, somit handelte es sich um eine Ganerbenburg. Im Laufe der Zeit erscheinen neben den Herren von Wiltberg (in mehreren Linien) u. a. die Herren von Metzenhausen, die Herren von Sabershausen und die Herren von Buch als Mitbesitzer. Bis 1486 erwarben die Pfalzgrafen alle Anteile der Burg. Bereits 1410 wurden die damaligen Anteile dem neuen Herzogtum Pfalz-Simmern zugeteilt. 
Im 17. Jahrhundert verfiel die Burg immer mehr, im 18. Jahrhundert wird sie als ganz verfallen und unbewohnt beschrieben.

## Anlage
Die Burganlage bildet ein ca. 100 mal 140 Meter großes Oval. Der Bezirk wird jeweils von halbkreisförmigen Gräben begrenzt. Im Zentrum der Anlage liegt ein langgezogener Felskamm, der die Burg in zwei Hälften teilt und selbst bebaut war. Dabei handelt es sich wohl um die urkundlich genannte Oberburg, auf der sich Reste eines Turmes befinden.
Der Felskamm ist als Naturdenkmal geschützt, die Gesamtanlage als Kulturdenkmal.